# Torrijos (Marinduque)
Torrijos is een gemeente in de Filipijnse provincie Marinduque op het gelijknamige eiland. Bij de laatste census in 2007 had de gemeente ruim 29 duizend inwoners.

## Geografie

### Bestuurlijke indeling
Torrijos is onderverdeeld in de volgende 25 barangays:
| - Bangwayin - Bayakbakin - Bolo - Bonliw - Buangan - Cabuyo - Cagpo - Dampulan - Kay Duke - Mabuhay - Makawayan - Malibago - Malinao | - Maranlig - Marlangga - Matuyatuya - Nangka - Pakaskasan - Payanas - Poblacion - Poctoy - Sibuyao - Suha - Talawan - Tigwi |

## Demografie
Torrijos had bij de census van 2007 een inwoneraantal van 29.360 mensen. Dit zijn 1.360 mensen (4,9%) meer dan bij de vorige census van 2000. De gemiddelde jaarlijkse groei komt daarmee uit op 0,66%, hetgeen lager is dan het landelijk jaarlijks gemiddelde over deze periode (2,04%). Vergeleken met de census van 1995 is het aantal mensen met 3.553 (13,8%) toegenomen.

De bevolkingsdichtheid van Torrijos was ten tijde van de laatste census, met 29.360 inwoners op 178,92 km², 164,1 mensen per km².